# Los alegres pícaros
Los alegres pícaros (en italiano: I picari) es una coproducción italo-española dirigida en 1987 por Mario Monicelli. Del género comedia, se inspira libremente en las novelas españolas Lazarillo de Tormes y Guzmán de Alfarache.

## Reparto
| Actor              | Personaje                      |
| ------------------ | ------------------------------ |
| Giancarlo Giannini | Guzmán de Alfarache            |
| Enrico Montesano   | Lazarillo de Tormes            |
| Vittorio Gassman   | Marqués Felipe de Aragona      |
| Nino Manfredi      | Vagabundo ciego                |
| Giuliana De Sio    | Rosario                        |
| Bernard Blier      | Chulo                          |
| Paolo Hendel       | Tutor                          |
| Vittorio Caprioli  | Mozzafiato                     |
| Enzo Robutti       | Cap. del buque                 |
| Blanca Marsillach  | Ponzia                         |
| María Casanova     | Mujer embarazada               |
| Claudio Bisio      | Líder de los remeros amotinado |
| Sal Borgese        | Contramaestre                  |
| Sabrina Ferilli    | Joven prostituta               |